# 1536
1536 (MDXXXVI) var ett skottår som började en lördag i den julianska kalendern.

## Händelser

### Februari
- Februari – Grevefejden slutar. Lübeck förlorar mot förbundet.

### Augusti
- 29 augusti – Stillestånd sluts mellan Sverige och Lübeck i Köpenhamn. Härigenom avskrivs Sveriges icke betalda skuld till Lübeck.

### Oktober
- 1 oktober – Gustav Vasa gifter sig med Margareta Eriksdotter (Leijonhufvud).
- Oktober – Norge blir en dansk provins.[1].

### Okänt datum
- Vid ett kyrkomöte i Uppsala görs den svenska kyrkan till evangelisk statskyrka. Dessutom införs svensk mässa i hela landet.[2]
- Olaus Petri utger ett nytt, utökat psalmhäfte.
- Gustav Vasa anar komplotter bland Kalmars och Stockholms borgerskap. I huvudstaden avrättas vissa framstående (främst tyskar) personer som förrädare.
- Reformationen genomförs i Danmark-Norge.
- Cranganore i Indien blir portugisisk koloni.
- Portugisiska inkvisitionen bildas.
- Andra successionsakten reglerar den engelska tronföljden efter Henrik VIII.

## Födda
- Balthasar Russow, krönikeskrivare i Estland och Livland.
- Petrus Johannis Gothus, svensk författare och översättare.
- 24 februari – Clemens VIII, född Ippolito Aldobrandini, påve 1592–1605.

## Avlidna
- 7 januari – Katarina av Aragonien, drottning av England 1509–1533 (gift med Henrik VIII)
- 1 mars – Bernardo Accolti, italiensk skald.
- 19 maj – Anne Boleyn, drottning av England 1533–1536 (gift med Henrik VIII) (avrättad)[3]
- 18 juni – Henry Fitzroy, engelsk kungason, hertig av Richmond och hertig av Somerset.
- 12 juli – Erasmus av Rotterdam, nederländsk humanist.
- 27 september – Felice della Rovere, påvlig diplomat och utomäktenskaplig dotter till Julius II.
- Margareta Eriksdotter (Vasa), politiskt aktiv svensk adelsdam.

### Fotnoter
1. ↑  World Statesmen
2. ↑  Wolfhechel Jensen, Ola. ””Antiqua serva”: Några brottstycken ur den tidiga minnesvårdens rättskultur”. https://www.raa.se/app/uploads/2016/11/Plakatets-f%C3%B6rhistoria.pdf. Läst 11 september 2017.
3. ↑  Det hände i dag